# Tortanus compernis
Tortanus compernis är en kräftdjursart som beskrevs av Gonzalez och Bowman 1965. Tortanus compernis ingår i släktet Tortanus och familjen Tortanidae. Inga underarter finns listade i Catalogue of Life.